# R257 (route russe)
Ne pas confondre avec la 04K-044 qui porte aussi le nom du Ienisseï.
La route fédérale R-257 « Ienisseï » (en russe : Федера́льная автомоби́льная доро́га Р257 «Енисе́й») est une route en Sibérie reliant Krasnoïarsk à la frontière russo-mongole, en passant par les territoires du Kraï de Krasnoïarsk, de la République de Khakassie et de la République de Touva.
Jusqu'au 31 décembre 2017, l'autoroute se nommait M54 (Magistrale 54), mais par décret, depuis le 1er janvier 2018, la route se nomme .
La route est considérée comme l'une des plus belles routes de Russie.

## Histoire
L'histoire de la route a commencé à la fin du dix-neuvième siècle avec la découverte de riches mines d'or dans la région, et au commerce accru avec les populations de la région. Des marchands et colons russes ont alors contribué à la construction d'une partie de l'actuelle route. Cette partie s'appelait le « tract d'Oussinski » et reliait Minoussinsk (à l'époque Oussinskoïe) et Kyzyl (alors Belotsarsk à l'époque).
Entre 1910 et 1916, a eu lieu la construction de cette partie, sous la direction de l'ingénieur A. Glebovitch. En 1932, la section de la route déjà existante entre Abakan (la ville à côte de Minoussinsk) et Kyzyl est rénovée pour être adaptée au trafic routier. En 1966, la route entre Krasnoïarsk et Abakan est construite.
Le 1er janvier 2017, la section de la route allant de Kyzyl à la frontière avec la Mongolie en passant par Erzin est transféré à la République de Touva par la résolution du 14 septembre 2015 N 975. Le nouvel itinéraire de la route passe désormais par Tchadan et Khandagayty,.

## Description
La route est le seul axe de communication important de la région, la seule route importante reliant les régions traversées au reste de la Russie via la route transsibérienne. 99 % des marchandises livrées dans la région passent par cette route.
La route traverse les monts Saïan, des steppes, des forêts. Elle est considérée comme pittoresque, à cause des montées et descentes abruptes dans les monts Saïan. La route traverse à trois reprises la Ienisseï ; à Kyzyl, Abakan et Divnogorsk.
Dans les monts Saïan, la route possède une galerie d'avalanches de 1 340 mètres permettant d'éviter les accumulations de neige et les avalanches. Ce tronçon de la route était un des plus dangereux avant cela, il pouvait se produire dix avalanches sur la section chaque hiver.

### Climat
Le climat des zones traversées par la route est continental. Les températures moyennes vont de −28 °C en janvier à 18 °C en juillet.

### État de la route
La route est en béton bitumineux, avec une chaussée qui est large de sept mètres.

## Tracé

### Kraï de Krasnoïarsk

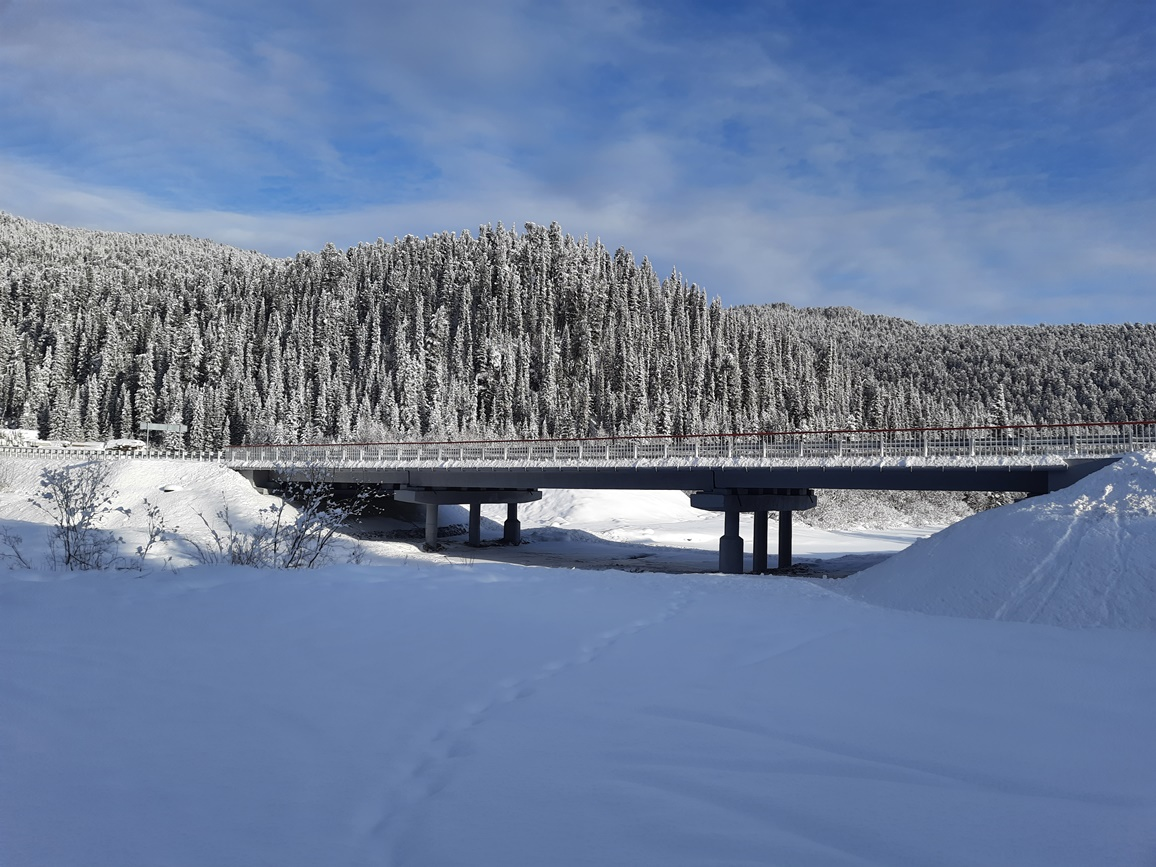
Pont sur la Bouïba Inférieure.

- Krasnoïarsk km 0
- Divnogorsk km 34Pont sur la Ienesseï à Divngorosk.
- Balakhta km 162

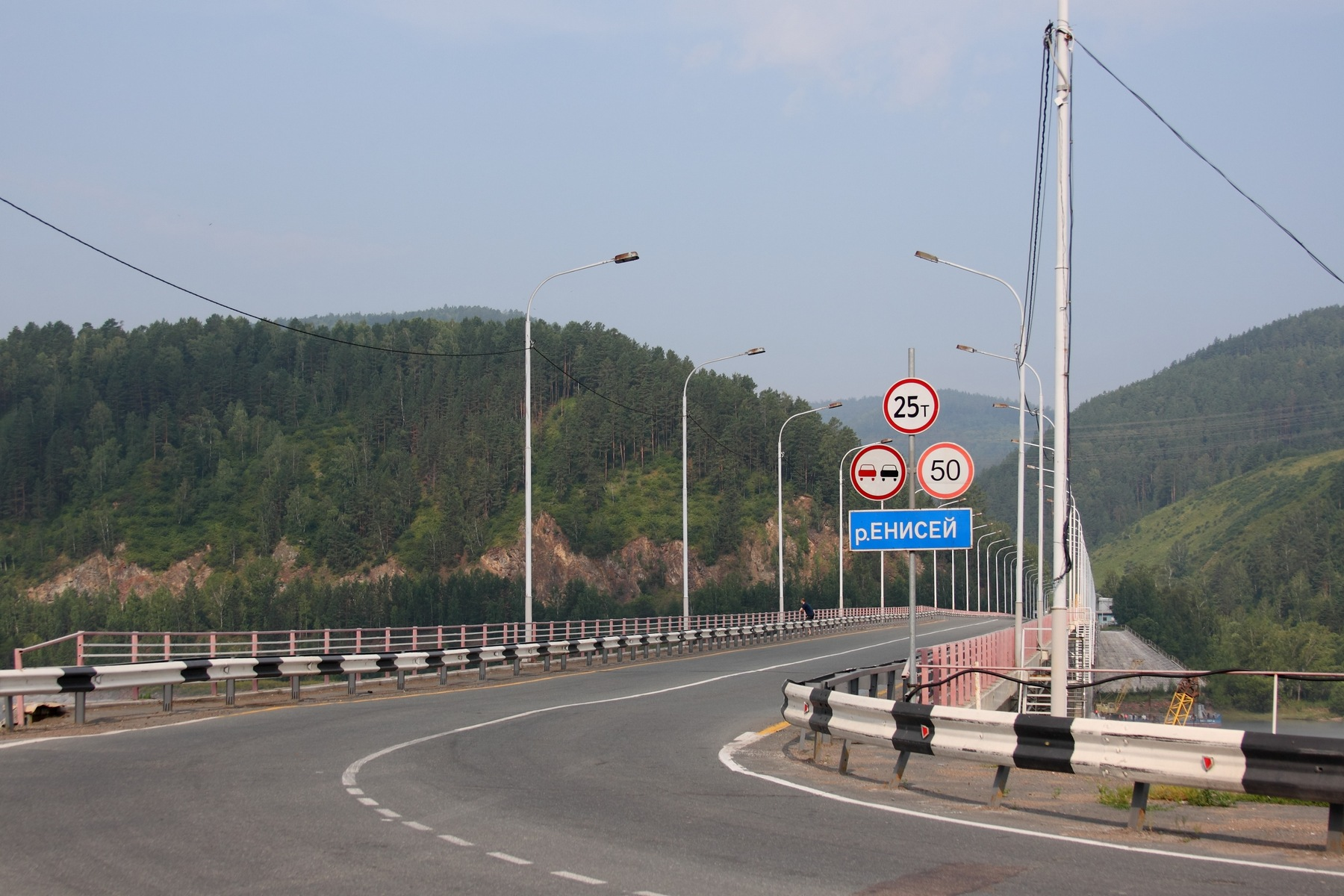
Pont sur la Ienesseï à Divngorosk.

  - Intersection avec la P412 vers Charypovo
- Chesnoki km 192
- Kourgany km 207
- Novosselovo km 239

### République de Khakassie

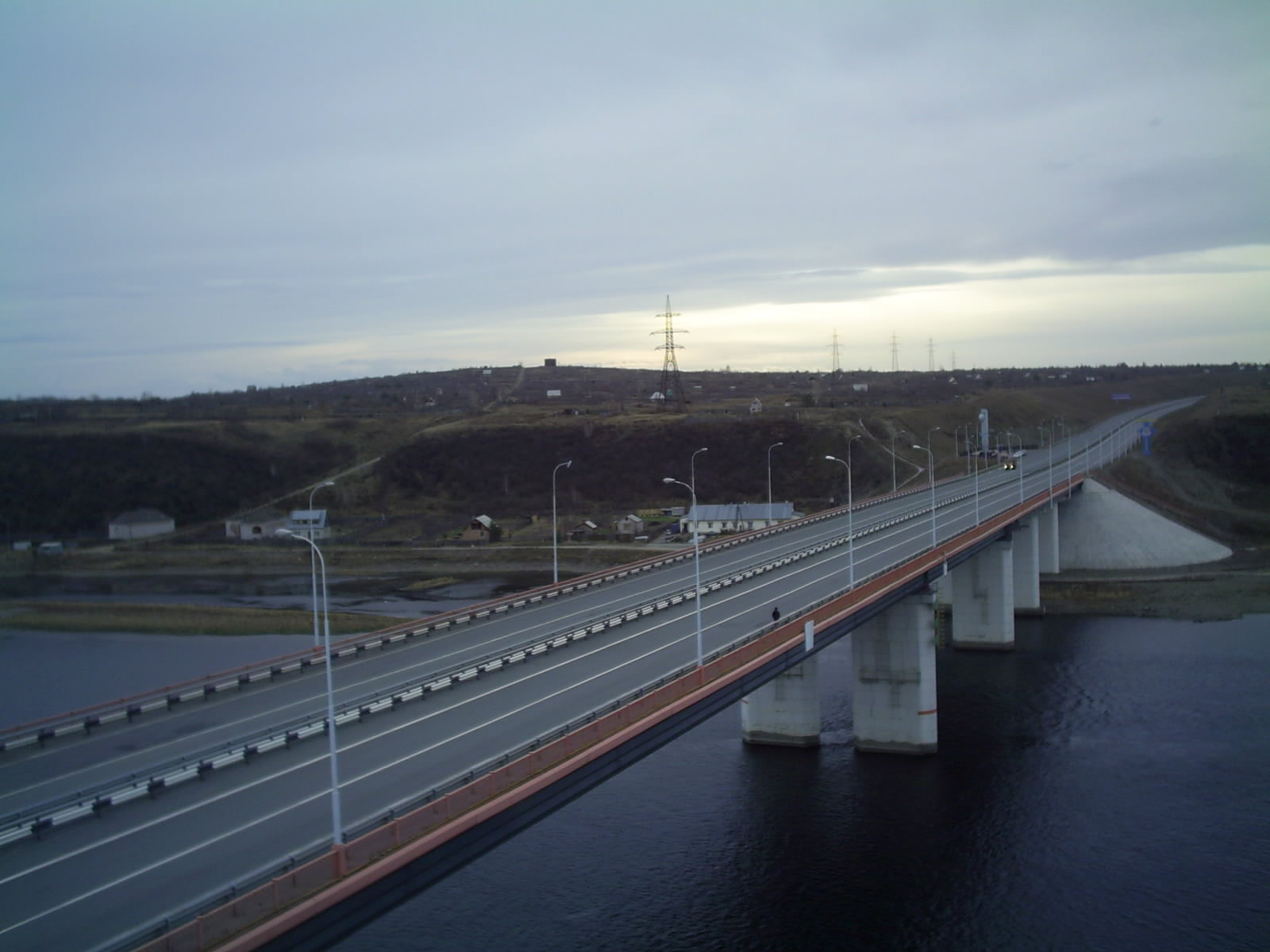
Pont Bratsky à la frontière entre la République de Khkassie et le Kraï de Krasnoïarsk

- Pervomaïskoïe km 290
- Znamenka km 323
- Troitskoïe km 332
- Prigorsk km 384
- Tchernogorsk km 390
- Abakan km 408
  -  Échangeur entre  et 
  -  Échangeur entre  et Р411Pont Bratsky à la frontière entre la République de Khkassie et le Kraï de Krasnoïarsk

### Kraï de Krasnoïarsk
- Minoussinsk km 432
- Kazantsevo km 477
- Iermavoskoïe km 508
- Oïski km 515
- Tanzybey km 559
- Col de la Bouïba (en russe : Буйбинский перевал) km 597
- Parc ErgakiPont sur la Bouïba Inférieure.
- Lac Oskoye km 601
- Aradan km 643

### République de Touva

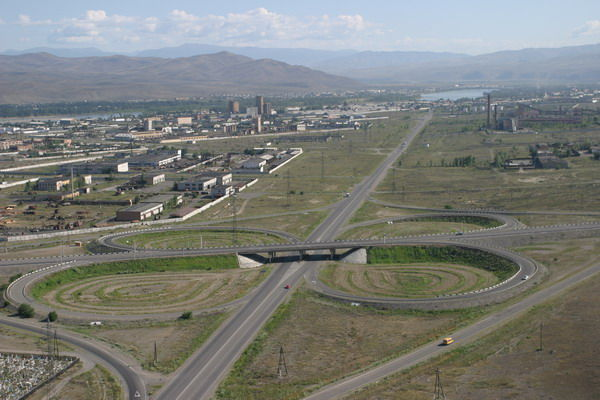
Échangeur en trèfle avec l'A162 à Kyzyl.

- Chivilig km 703
- Touran km 714
- Échangeur en trèfle avec l'A162 à Kyzyl.Kyzyl km 788
  -  Échangeur entre  et

#### Ancien tracé
- Balgazyn km 893

- Samagaltay km 959

- Erzin km 1011
- Frontière avec la Mongolie km 1079

#### Nouveau tracé
- Tchadan km 1108
- Khandagayty km 1118

- Frontière avec la Mongolie km 1113